# しんきん信託銀行
株式会社しんきん信託銀行（しんきんしんたくぎんこう、Shinkin Trust Bank,Ltd.）は、かつて存在した信金中央金庫の傘下信託銀行である。

## 概要
発行済み株式の100%を信金中央金庫が保有し、各種信託業務と銀行業務を執り行っていた。リテール向けの業務は行っていなかった。
2017年中に親会社である信金中央金庫に信託業務を事業譲渡とした上で解散を予定していたが、2017年9月に信託業務を信金中央金庫に譲り渡した後、証券投資信託受託業務を三菱UFJ信託銀行が買収、承継することとなった。
これにより、しんきん信託銀行の信託財産額約2兆1千億円のうち、約1兆3千億円の投資信託の資産管理を三菱UFJ信託銀行が引き継いだ。

## 沿革
- 1994年（平成6年）2月22日 - 設立。
- 2017年（平成29年）9月19日 - 三菱UFJ信託銀行を存続会社、しんきん信託銀行を消滅会社とする吸収合併完了[4]。